# Cleo Brown
Pour les articles homonymes, voir Brown.
Cleopatra « Cleo » Brown, née le 8 décembre 1909 à Meridian dans l'état du Mississippi (États-Unis) est une pianiste et une chanteuse américaine vocaliste de blues et de jazz. Elle est décédée le 15 avril 1995 à Denver (Colorado).

## Biographie

### Enfance
Cleo Brown est née dans une famille de musiciens du Mississippi. Elle commence l'apprentissage du piano avec son frère Everett.

### Carrière
Elle est la première femme instrumentaliste à avoir été honorée par le National Endowment for the Arts - NEA Jazz Master en 1987. Elle sera suivie dans l'ordre par la tromboniste Melba Liston cette même année.

## Récompenses
- National Endowment for the Arts - NEA Jazz Master : nomination et récompensée en qualité de Jazz Master en 1987[2] (N.B. : la plus prestigieuse récompense de la nation américaine en matière de jazz).

## Discographie
Une partie des droits et des masters des premiers enregistrements de cette artiste sont détenus par la maison de disques Document Records. Elle a procédé récemment à des rééditions en format CD.
- 1987 : Living in the Afterglow ∫ Audiophile Records

Compilations
- 1930 : The Legendary Cleo Brown ∫ President Records
- 1935 - 1936 : Here Comes Cleo ∫ Hep Records
- 1935 - 1951 : Cleo Brown 1935-51 ∫ OJC Classics Records

Autres enregistrements publiés en compilation
- 1930 - 1940 : Boogie Woogie Stomp (Compilation variée) ∫ ASV/Living Era Records
- Cleo Brown - The Chronological Classics 1935-1951 (2002)